# Balcani (Bacău)
Balcani é uma comuna romena localizada no distrito de Bacău, na região de Moldávia. A comuna possui uma área de 112.98 km² e sua população era de 8161 habitantes segundo o censo de 2007.